# ダイエー松戸西口店
ダイエー松戸西口店（ダイエーまつどにしぐちてん）は、千葉県松戸市根本に所在していたダイエー運営の大型商業施設（ショッピングセンター）である。店番号は0309。

## 概要
松戸駅の駅ビル・ボックスヒル（現・アトレ松戸）の開店に約半年遅れて1977年9月20日に開店した。
当初はダイエー松戸店として営業していた。その後、1983年4月に新松戸店と差別化を図るべく、草加・幸手に続きディスカウントストアのDマートに業態転換されたが、Dマートブランドの消滅に伴い、店内改装も兼ねて閉鎖されダイエーに再度転換しリニューアルオープンした。
ダイエーがイオンの完全子会社になったことに伴い、2017年6月24日には「イオンフードスタイル」業態として再度リニューアルオープンした。外装も改装され、「AEON FOOD STYLE by daiei」のロゴが掲げられた。
2024年8月31日18時をもって閉店し、通算47年の営業に幕を下ろした。

## フロア構成
詳細は公式サイト「フロアガイド」「専門店案内」を参照。
2017年のリニューアルまでは地下1階から3階までが直営売り場で、地下1階は食料品、1階は日用消耗品・化粧品・医薬品・文房具など、2階は衣料品など、3階は小型家電・日用品などをそれぞれ取り扱い、4階から6階は専門店フロアとなっていた。
2017年のリニューアルではダイエー直営部分は地下1階のみで、1階から6階が専門店街となり、専門店も刷新、20店が新規導入され合計27店舗となる。
2024年8月の閉店に伴い、2階以上の専門店は同年5月から6月にかけて全店舗が閉店し、最末期は地下1階と1階のみ営業していた。

## 沿革
- 1977年（昭和52年）9月20日 - ダイエー松戸店開業。
- 1983年（昭和58年）4月 - Dマート松戸店に業態転換。
- 2006年（平成18年）9月23日 - 改装工事を施しリニューアルオープン。ダイエー松戸西口店に業態転換[4]。
- 2017年（平成29年）6月24日 - 改装工事を施し、「イオンフードスタイル」業態としてリニューアルオープン。
- 2024年（令和6年）8月31日 - ダイエー松戸西口店閉店。